# Esgrima nos Jogos Pan-Americanos de 2015 - Florete por equipes masculino
A competição do florete por equipes masculino foi um dos eventos da esgrima nos Jogos Pan-Americanos de 2015, em Toronto. Foi disputada no  Toronto Pan Am Sports Centre no dia 25 de julho.

## Calendário
Horário local (UTC-4).
| Data        | Horário | Fase                      |
| ----------- | ------- | ------------------------- |
| 25 de julho | 12:10   | Quartas de final          |
| 25 de julho | 13:25   | Disputa do 5º ao 8º lugar |
| 25 de julho | 14:40   | Semifinal                 |
| 25 de julho | 18:05   | Disputa pelo bronze       |
| 25 de julho | 20:05   | Final                     |

## Medalhistas
| Ouro   | USA Miles Chamley-Watson Alexander Massialas Gerek Meinhardt |
| Prata  | BRA Ghislain Perrier Fernando Scavasin Guilherme Toldo       |
| Bronze | MEX Raul Arizaga Jesús Beltran Daniel Gómez                  |

## Resultados
|  | Quartas de final | Quartas de final   | Quartas de final |            |              | Semifinal          | Semifinal           | Semifinal           |                     |  | Final | Final              | Final |
|  |                  |                    |                  |            |              |                    |                     |                     |                     |  |       |                    |       |
|  | 1                | USA Estados Unidos | 45               |            |              |                    |                     |                     |                     |  |       |                    |       |
|  | 8                | CHI Chile          | 16               |            |              |                    |                     |                     |                     |  |       |                    |       |
|  | 8                | CHI Chile          | 16               |            | 1            | USA Estados Unidos | 45                  |                     |                     |  |       |                    |       |
|  |                  |                    |                  |            | 1            | USA Estados Unidos | 45                  |                     |                     |  |       |                    |       |
|  |                  | 4                  | MEX México       | 18         |              |                    |                     |                     |                     |  |       |                    |       |
|  | 5                | 4                  | MEX México       | 18         | COL Colômbia | 21                 |                     |                     |                     |  |       |                    |       |
|  | 5                |                    |                  |            | COL Colômbia | 21                 |                     |                     |                     |  |       |                    |       |
|  | 4                | MEX México         | 45               |            |              |                    |                     |                     |                     |  |       |                    |       |
|  |                  |                    |                  |            |              |                    |                     |                     |                     |  | 1     | USA Estados Unidos | 45    |
|  |                  |                    | 2                | BRA Brasil | 26           |                    |                     |                     |                     |  |       |                    |       |
|  | 3                | CAN Canadá         | 42               |            |              |                    |                     |                     |                     |  |       |                    |       |
|  | 6                | VEN Venezuela      | 45               |            |              |                    |                     |                     |                     |  |       |                    |       |
|  | 6                | VEN Venezuela      | 45               |            | 6            | VEN Venezuela      | 34                  |                     |                     |  |       |                    |       |
|  |                  |                    |                  |            | 6            | VEN Venezuela      | 34                  |                     |                     |  |       |                    |       |
|  |                  | 2                  | BRA Brasil       | 42         |              |                    | Disputa pelo bronze | Disputa pelo bronze | Disputa pelo bronze |  |       |                    |       |
|  | 7                | PUR Porto Rico     | 19               |            |              |                    | 4                   | MEX México          | 45                  |  |       |                    |       |
|  | 2                | BRA Brasil         | 45               |            |              |                    |                     |                     |                     |  | 6     | VEN Venezuela      | 29    |

### Disputa do 5º   ao 8º lugar
|  | Classificação | Classificação  | Classificação |  |  | Diputa pelo 5º lugar  | Diputa pelo 5º lugar  | Diputa pelo 5º lugar  |
|  |               |                |               |  |  |                       |                       |                       |
|  | 8             | CHI Chile      | 35            |  |  |                       |                       |                       |
|  | 5             | COL Colômbia   | 35+           |  |  |                       |                       |                       |
|  |               |                |               |  |  | 5                     | COL Colômbia          | 22                    |
|  |               |                |               |  |  | 3                     | CAN Canadá            | 45                    |
|  | 3             | CAN Canadá     | 45            |  |  |                       |                       |                       |
|  | 7             | PUR Porto Rico | 21            |  |  | disputa pelo 7º lugar | disputa pelo 7º lugar | disputa pelo 7º lugar |
|  |               |                |               |  |  | 8                     | CHI Chile             | 45                    |
|  |               |                |               |  |  | 7                     | PUR Porto Rico        | 30                    |

## Classificação final
| Colocação         | Nacionalidade      | Atleta                                                      |
| ----------------- | ------------------ | ----------------------------------------------------------- |
| Medalha de ouro   | USA Estados Unidos | Miles Chamley-Watson Alexander Massialas Gerek Meinhardt    |
| Medalha de prata  | BRA Brasil         | Ghislain Perrier Fernando Scavasin Guilherme Toldo          |
| Medalha de bronze | MEX México         | Raul Arizaga Jesús Beltran Daniel Gómez                     |
| 4                 | VEN Venezuela      | Cesar Aguirre Antonio Leal Victor Leon                      |
| 5                 | CAN Canadá         | Anthony Prymack Eli Schenkel Maximilien Van Haaster         |
| 6                 | COL Colômbia       | Dimitri Clairet Alejandro Hernandez Vasquez Santiago Pachon |
| 7                 | CHI Chile          | Juvenal Alarcón Felipe Alvear Ruben Silva                   |
| 8                 | PUR Porto Rico     | Angelo Justiniano Jonathan Lugo Jabnyell Ortega Rexach      |